# Ewige Tabelle der National Hockey League
Die Ewige Tabelle der National Hockey League ist eine statistische Auflistung aller Spiele der regulären Saison der nordamerikanischen Eishockeyliga NHL seit ihrer Gründung im Jahr 1917.
Für jeden Sieg erhält eine Mannschaft zwei Punkte. Für ein Unentschieden, das 2005 abgeschafft wurde, erhielt jede Mannschaft einen Punkt und für eine Niederlage nach Verlängerung oder Penaltyschießen gibt es ebenfalls einen Punkt. Bei einer Niederlage nach regulärer Spielzeit von 60 Minuten wird kein Punkt vergeben.

## Ewige Tabelle
Stand: 25. Dezember 2023
| #   | Mannschaft | in der NHL aktiv | GP    | W     | L     | T   | OTL | GF     | GA     | Pts   | Pts % |
| --- | --- | ---------------- | ----- | ----- | ----- | --- | --- | ------ | ------ | ----- | ----- |
| 1.  | Vegas Golden Knights | seit 2017        | 490   | 288   | 156   | –   | 46  | 1.575  | 1.348  | 622   | 63,5  |
| 2.  | Canadiens de Montréal | seit 1917        | 6.984 | 3.541 | 2.409 | 837 | 197 | 22.259 | 18.925 | 8.116 | 58,1  |
| 3.  | Philadelphia Flyers | seit 1967        | 4.368 | 2.153 | 1.547 | 457 | 211 | 14.165 | 12.824 | 4.974 | 56,9  |
| 4.  | Boston Bruins | seit 1924        | 6.822 | 3.376 | 2.448 | 791 | 207 | 21.696 | 19.532 | 7.750 | 56,8  |
| 5.  | Minnesota Wild | seit 2000        | 1.763 | 873   | 659   | 55  | 176 | 4.736  | 4.634  | 1.977 | 56,1  |
| 6.  | Nashville Predators | seit 1998        | 1.929 | 958   | 733   | 60  | 178 | 5.247  | 5.228  | 2.154 | 55,8  |
| 7.  | Calgary Flames (1972–1980 als Atlanta Flames; seit 1980 als Calgary Flames)                                               | seit 1972        | 3.988 | 1.867 | 1.559 | 379 | 183 | 12.913 | 12.333 | 4.296 | 53,9  |
| 8.  | Colorado Avalanche (1979–1995 als Nordiques de Québec; seit 1995 als Colorado Avalanche)                                  | seit 1979        | 3.432 | 1.632 | 1.381 | 261 | 158 | 11.115 | 10.857 | 3.683 | 53,7  |
| 9.  | St. Louis Blues | seit 1967        | 4.370 | 2.032 | 1.720 | 432 | 186 | 13.421 | 13.266 | 4.682 | 53,6  |
| 10. | Washington Capitals | seit 1974        | 3.828 | 1.796 | 1.539 | 303 | 190 | 12.045 | 12.068 | 4.085 | 53,4  |
| 11. | Detroit Red Wings (1926–1930 als Detroit Cougars; 1930–1932 als Detroit Falcons; seit 1932 als Detroit Red Wings)         | seit 1926        | 6.759 | 3.072 | 2.665 | 815 | 207 | 20.613 | 20.096 | 7.166 | 53,0  |
| 12. | Buffalo Sabres | seit 1970        | 4.144 | 1.893 | 1.653 | 409 | 189 | 13.018 | 12.596 | 4.384 | 52,9  |
| 13. | Edmonton Oilers | seit 1979        | 3.430 | 1.583 | 1.402 | 262 | 183 | 11.418 | 11.177 | 3.611 | 52,6  |
| 14. | Anaheim Ducks | seit 1993        | 2.308 | 1.056 | 939   | 107 | 206 | 6.141  | 6.472  | 2.425 | 52,5  |
| 15. | Pittsburgh Penguins | seit 1967        | 4.367 | 2.004 | 1.803 | 383 | 177 | 14.412 | 14.569 | 4.568 | 52,3  |
| 16. | San Jose Sharks | seit 1991        | 2.472 | 1.133 | 1.023 | 121 | 195 | 6.931  | 7.264  | 2.582 | 52,2  |
| 17. | Dallas Stars (1967–1993 als Minnesota North Stars; seit 1993 als Dallas Stars)                                            | seit 1967        | 1.955 | 1.767 | 459   | 459 | 186 | 13.265 | 13.478 | 4.555 | 52,2  |
| 18. | Tampa Bay Lightning | seit 1992        | 2.393 | 1.099 | 1.013 | 112 | 169 | 6.830  | 7.187  | 2.479 | 51,8  |
| 19. | New York Rangers | seit 1926        | 6.756 | 3.005 | 2.770 | 808 | 173 | 20.592 | 20.460 | 6.991 | 51,7  |
| 20. | Toronto Maple Leafs (1917–1919 als Toronto Arenas; 1919–1927 als Toronto St. Patricks; seit 1927 als Toronto Maple Leafs) | seit 1917        | 6.981 | 3.121 | 2.879 | 783 | 198 | 21.518 | 21.421 | 7.223 | 51,7  |
| 21. | Florida Panthers | seit 1993        | 2.306 | 1.008 | 932   | 142 | 224 | 6.315  | 6.625  | 2.382 | 51,6  |
| 22. | New York Islanders | seit 1972        | 3.985 | 1.783 | 1.661 | 347 | 194 | 12.533 | 12.390 | 4.107 | 51,5  |
| 23. | Winnipeg Jets (1999–2011 als Atlanta Thrashers; seit 2011 als Winnipeg Jets)                                              | seit 1999        | 1.847 | 829   | 803   | 45  | 170 | 5.206  | 5.664  | 1.873 | 50,7  |
| 24. | Ottawa Senators | seit 1992        | 2.388 | 1.055 | 1.034 | 115 | 184 | 6.774  | 7.138  | 2.409 | 50,4  |
| 25. | Chicago Blackhawks | seit 1926        | 6.757 | 2.876 | 2.874 | 814 | 193 | 19.957 | 20.327 | 6.759 | 50,0  |
| 26. | Carolina Hurricanes (1979–1997 als Hartford Whalers; seit 1997 als Carolina Hurricanes)                                   | seit 1979        | 3.430 | 1.484 | 1.488 | 263 | 195 | 10.217 | 10.942 | 3.426 | 49,9  |
| 27. | Los Angeles Kings | seit 1967        | 4.366 | 1.864 | 1.888 | 424 | 190 | 13.599 | 14.247 | 4.342 | 49,7  |
| 28. | New Jersey Devils (1974–1976 als Kansas City Scouts; 1976–1982 als Colorado Rockies; seit 1982 als New Jersey Devils)     | seit 1974        | 3.829 | 1.630 | 1.683 | 328 | 188 | 11.157 | 12.092 | 3.776 | 49,3  |
| 29. | Vancouver Canucks | seit 1970        | 4.144 | 1.750 | 1.822 | 391 | 181 | 12.717 | 13.538 | 4.072 | 49,1  |
| 30. | Columbus Blue Jackets | seit 2000        | 1.767 | 751   | 802   | 33  | 181 | 4.600  | 5.293  | 1.716 | 48,6  |
| 31. | Seattle Kraken | seit 2021        | 199   | 85    | 91    | –   | 23  | 596    | 644    | 193   | 48,5  |
| 32. | Arizona Coyotes (1979–1996 als Winnipeg Jets; 1996–2014 Phoenix Coyotes; seit 2014 als Arizona Coyotes)                   | seit 1979        | 3.431 | 1.405 | 1.572 | 266 | 188 | 10.193 | 11.418 | 3.264 | 47,6  |

Abkürzungen: GP = Spiele, W = Siege, L = Niederlagen, T = Unentschieden, OTL = Niederlage nach Overtime bzw. Shootout, GF = Erzielte Tore, GA = Gegentore, Pts = Punkte, Pts % = Prozentsatz der maximal möglichen Punktausbeute

## Ehemalige Mannschaften
| #  | Mannschaft                                                                            | in der NHL aktiv | GP  | W   | L   | T   | GF    | GA    | Pts | Pts % |
| -- | ------------------------------------------------------------------------------------- | ---------------- | --- | --- | --- | --- | ----- | ----- | --- | ----- |
| 1. | St. Louis Eagles (1917–1934 als Ottawa Senators)                                      | 1917/18–1934/35  | 590 | 269 | 252 | 69  | 1.544 | 1.477 | 607 | 51,4  |
| 2. | Montreal Maroons                                                                      | 1924/25–1937/38  | 622 | 271 | 260 | 91  | 1.474 | 1.405 | 633 | 50,9  |
| 3. | Brooklyn Americans (1925–1941 als New York Americans)                                 | 1925/26–1941/42  | 784 | 255 | 402 | 127 | 1.643 | 2.182 | 637 | 40,6  |
| 4. | Cleveland Barons (1967–1970 als Oakland Seals; 1970–1976 als California Golden Seals) | 1967/68–1977/78  | 858 | 229 | 488 | 141 | 2.296 | 3.197 | 599 | 34,9  |
| 5. | Hamilton Tigers (1919–1920 als Quebec Bulldogs)                                       | 1919/20–1924/25  | 150 | 51  | 98  | 1   | 505   | 652   | 103 | 34,3  |
| 6. | Philadelphia Quakers (1925–1930 als Pittsburgh Pirates)                               | 1925/26–1930/31  | 256 | 71  | 158 | 27  | 452   | 703   | 169 | 33,0  |
| 7. | Montreal Wanderers                                                                    | 1917/18          | 6   | 1   | 5   | 0   | 17    | 35    | 2   | 16,7  |

Abkürzungen: GP = Spiele, W = Siege, L = Niederlagen, T = Unentschieden, OTL = Niederlage nach Overtime bzw. Shootout, GF = Erzielte Tore, GA = Gegentore, Pts = Punkte, Pts % = Prozentsatz der maximal möglichen Punktausbeute